# Puckle gun

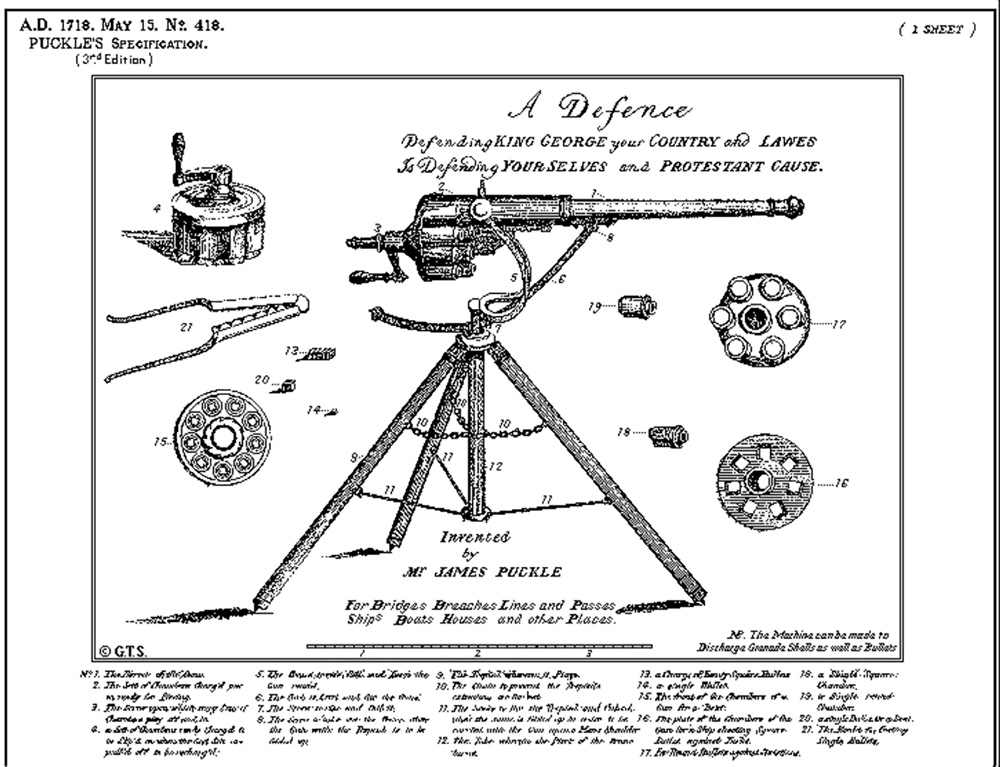
Pubblicità per il Puckle Gun, che mostra vari cilindri per l'uso di proiettili tondi e quadrati.

La puckle gun era una mitragliatrice ad azionamento manuale a pietra focaia, inventata da James Puckle nel XVIII secolo.
È stata considerata da molti la prima mitragliatrice, anche se taluni dissentono poiché l'arma non è azionata dal proprio rinculo, ma da una forza manuale.

## Storia

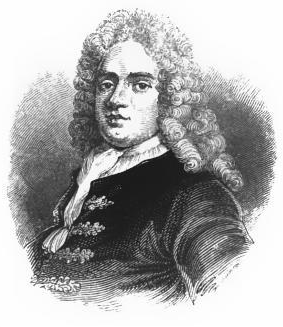
James Puckle

Fu presentata per la prima volta al pubblico nel 1718 ma ebbe scarso consenso giacché il meccanismo era molto complesso; venne scarsamente utilizzata, come ad esempio nella spedizione per catturare Saint Lucia e Saint Vincent organizzata da John Montagu, II duca di Montagu. 
Attualmente sopravvivono solo due pezzi originali, a Boughton House e a Beaulieu Palace, due ville della famiglia Montagu.

## Caratteristiche
Era alimentata da un tamburo di cinque, sette, nove o undici colpi, calibro 25 o 32 mm (1 o 1,25 pollici) Il meccanismo era a pietra focaia, attivata a manovella (come la Mitragliatrice Gatling) che, azionata, faceva avanzare il tamburo e caricava e rilasciava il meccanismo, sparando il colpo. La canna era di 910 mm, e in tutto l'arma era lunga 991 mm e montata su un treppiedi, simile ad un revolver. il caricatore poteva essere rimosso e sostituito con un altro carico, permettendo una cadenza di fuoco di 63 colpi in 7 minuti, il triplo di quello di un soldato con moschetto. Essendo stata progettata per essere montata su navi, dove la salsedine corrode altri metalli, l'arma era in ottone, ma poteva essere costruita in acciaio.
Il gruppo canna-tamburo poteva essere caricato con proiettili tondi o quadrati.